# Jacqueline Herzet
Jacqueline Herzet (Flémalle-Grande, 6 april 1939) was een Belgisch volksvertegenwoordiger, senator en burgemeester.

## Levensloop
Beroepshalve verzekeringsmakelaar, bouwde Herzet een politieke carrière op in de PRL. In de jaren tachtig was ze kabinetsmedewerker, lid van het uitvoerend bureau en van de arbitragecommissie van de PRL, voorzitster van de Vrouwenraad van de PRL en secretaris-generaal van de Nationale Belgische Vrouwenraad.
Van 1991 tot 1995 was ze gecoöpteerd senator in de Belgische Senaat. Vervolgens zetelde ze van 1995 tot 2003 voor het arrondissement Nijvel in de Kamer van volksvertegenwoordigers. Ze kreeg ruimere bekendheid door haar activiteiten in het kader van de commissie-Dutroux.
In 1970 werd ze tevens verkozen tot gemeenteraadslid van Rosières, die na de gemeentefusies in 1976 opgenomen werd bij Rixensart. Van 1977 tot 2012 was Herzet er gemeenteraadslid, van 1982 tot 1988 eerste schepen en van 1995 tot 2006 burgemeester. Ook was ze van 2006 tot 2012 provincieraadslid van Waals-Brabant.
Sinds 2016 is ze lid van de Federale Deontologische Commissie.